# 采法尔

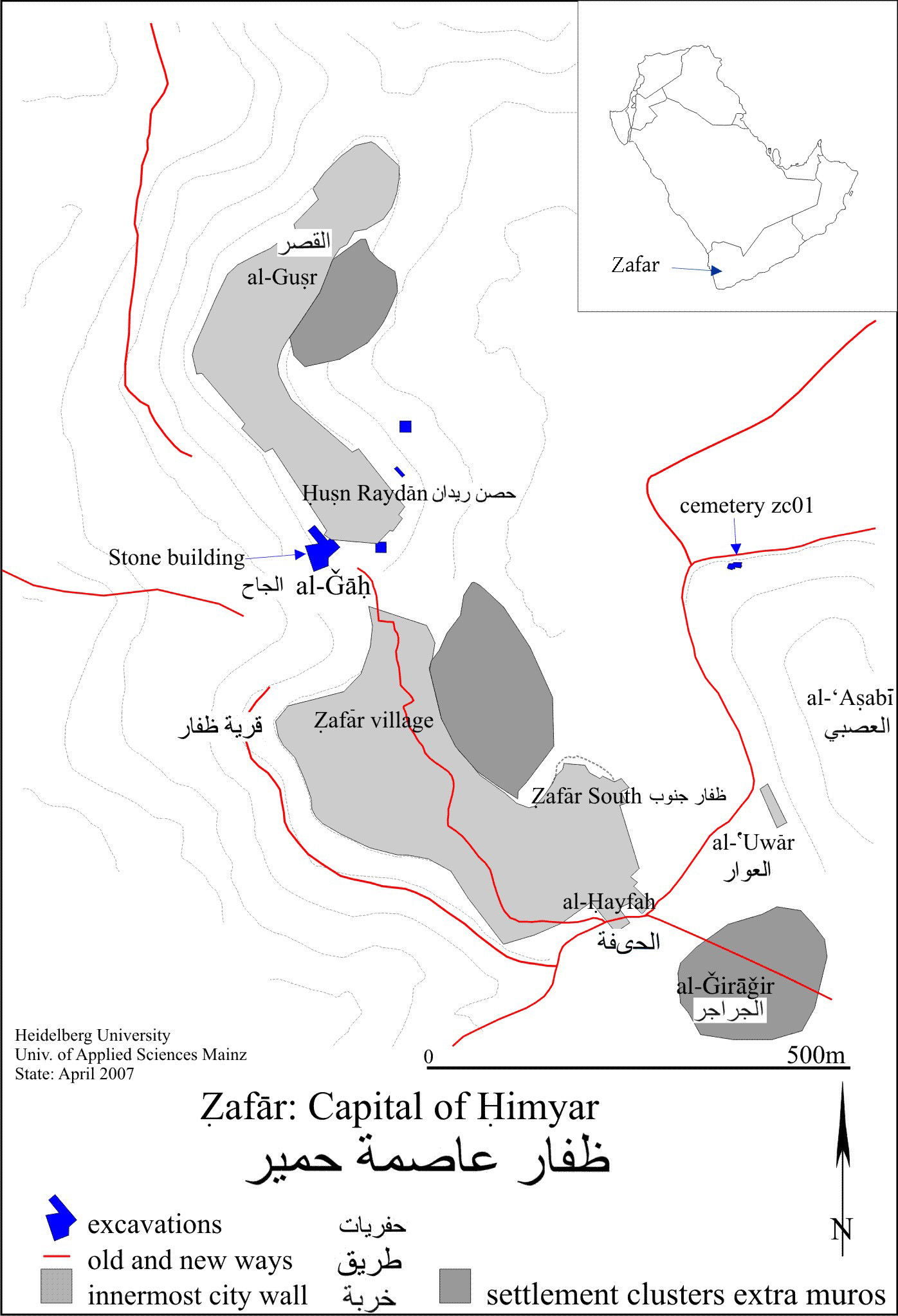
采法尔考古遗址地图，约公元500年左右

采法尔（阿拉伯语：‎，羅馬化：Ẓafār）是位于今也门中部的一座古城，曾是希木叶尔王国的首都。遗址距今萨那以南130公里。城址位于海拔2800米的高原上。
老普林尼和克劳狄乌斯·托勒密等人的著作中都曾提到过这座城市。《爱利脱利亚海周航记》也有提及。在希腊语文献中被称作Tapharon，而拉丁语文献中被称为Sapphar或Saphar，《圣经》中称之为西发（Sephar）。
考古发现证明，在公元3世纪至6世纪初，采法尔是一个繁荣的国际贸易都市，在遗迹中发现了罗马晚期的双耳瓶。该城被毁于公元539年左右，可能是在一场叛乱中被毁。10世纪的历史学家、地理学家阿布·穆罕默德·哈桑·哈姆达尼在其著作《冠冕之书》（al-Iklīl）中描述了采法尔的遗迹。
1998年至2010年间，海德堡大学的考古学家对该城市遗址进行了发掘。
阿拉伯半岛南部另一较晚兴起的古城祖法儿（阿拉伯语：‎，羅馬化：Ẓafār/Ẓufār），在今阿曼塞拉莱，某些中文文献亦译作“采法尔”。